# كأس بلغاريا 1987–88
كأس بلغاريا 1987–88 (بالبلغارية: Купа на Народна република България 1987/88)‏ هو موسم من كأس بلغاريا. أشرف على تنظيمه اتحاد بلغاريا لكرة القدم، وفاز فيه سسكا صوفيا.